# دارکوب پس‌سرزرد بزرگ
دارکوب پس‌سرزرد بزرگ (نام علمی: Chrysophlegma flavinucha) گونه‌ای پرنده از تیرهٔ دارکوب‌های Picidae است.
این گونه در شرق آسیا از شمال و شرق هند تا جنوب شرقی چین، هندوچین، هاینان و سوماترا یافت می‌شود. زیستگاه طبیعی آن جنگل‌های پست نمناک نیمه‌گرمسیری یا گرمسیری و جنگل‌های کوهستانی نمناک نیمه‌گرمسیری یا گرمسیری است.